# Monnina andina
Monnina andina är en jungfrulinsväxtart som beskrevs av Chod.. Monnina andina ingår i släktet Monnina och familjen jungfrulinsväxter. Inga underarter finns listade i Catalogue of Life.